# 唐万新
唐万新（1964年—），中国金融家、投资家。曾任新疆德隆国际实业总公司总裁职务。自1996年起，通过在股市上“坐庄”大量套利，非法融资成为富豪。2004年，因为非法融资和恶意操纵股市而被捕。

## 生平
唐万新四兄弟早期通过彩色扩印照片生意获得自己的第一桶金60万元，1992年，通过融资成立德隆公司。当时中国股市刚刚起步，唐万新兄弟就开始涉足其间，德隆集团并购了合金投资、湘火炬、新疆屯河、ST中燕等上市公司。1994年，他的资金大举开始进入股市和国债期货市场，但在次年的“327国债事件”中损失惨重，亏损1亿元。德隆集团资不抵债，面临破产危机。1996年起，唐万新通过操纵股价的手段，使其控股的股票价格暴涨，获取极为丰厚的利润。在2002年的福布斯中国大陆100强富豪中，唐万新排名第27位。
2004年12月17日，唐万新因涉嫌变相吸收公众存款和操纵证券交易价格非法获利罪，在北京被捕，押往武汉。2006年，因非法吸收公众存款和操纵证券交易价格罪，被武汉市中级人民法院判处有期徒刑8年，并处罚金人民币40万元。2010年获释出狱。

## 相关人物
- 管金生
- 吕新建（吕梁）
- 赵笑云
- 徐翔 (私募)